# ダウンタウン也
『ダウンタウン也』（ダウンタウンなり）は、1993年4月2日（1日深夜）から同年10月1日（9月30日深夜）までTBSで放送されていたバラエティ番組である。全27回。放送時間は毎週金曜 0:40 - 1:40 （木曜深夜、日本標準時）。

## 概要
視聴者からの電話相談をメインにしていた深夜番組。ダウンタウンをはじめとする吉本興業のお笑い芸人たちが、視聴者からの性の悩み相談に乗ったり視聴者とテレフォンセックスしたりと、かつて系列局の毎日放送で放送されていた関西ローカルの『ダウンタウンの素』の趣旨を引き継いでいた。ただし、こちらは生放送ではなく収録放送という違いがあり、本番組でそのまま流れていた過激な内容のトークは、自主規制音で隠されるようになってる。また、同番組で人気を博した公募企画「ええ乳大賞」なども行っていた。
スタジオセットは夕焼けの風景で、『ドラえもん』に登場する土管のある空き地を意識して組まれていた（ジャイアンに似たパネルも置かれていた）。中盤以降は、当時ダウンタウンがCM出演していたキリンビバレッジの「OSMO」が彼らの手元に置かれ、「僕たちも大人になったということで」などと言って飲む場面も見られた。

## 出演者
- 浜田雅功（ダウンタウン）
- 松本人志（ダウンタウン）
- 東野幸治
- 木村祐一
- 山崎邦正（当時TEAM-0）
- 軌保博光（当時TEAM-0）

## スタッフ
- 企画：松本人志／赤木準平（TBS）
- 構成：高須光聖、倉本美津留、三木聡、松井洋介
- SW：田中祥嗣
- CAM：中島浩司
- VE：有田好嗣
- MIX：近藤良弘
- LD：根建勝広
- SE：玉井実
- デザイン：増田寿子
- 美術進行：プランニングアート
- スタイリスト：高堂のりこ
- TK：山岸弘子
- 協力：スウィッシュ・ジャパン、IMAGICA、スタッフユニオン、センターラインアソシエイツ、フルハウス、東芝
- 制作協力：創造商店、オフィスバックアップ
- 番宣：大川修司（TBS）
- テーマソング：井上睦都実「わかるはずなのに」
- プロデューサー：大﨑洋（吉本興業）、田代秀樹（TBS）
- ディレクター：永峰明（創造商店）、林敏博（CRUSH OUT）
- 製作：吉本興業、TBS

| TBS 金曜0:40枠（木曜深夜）                      | TBS 金曜0:40枠（木曜深夜）                      | TBS 金曜0:40枠（木曜深夜） |
| 前番組                                          | 番組名                                          | 次番組 |
| ----------------------------------------------- | ----------------------------------------------- | --- |
| Z・U・T・T・O （1992年10月2日 - 1993年3月26日） | ダウンタウン也 （1993年4月2日 - 1993年10月1日） | 3丁目9番地（木曜深夜） （1993年10月8日 - 1994年4月1日） ※0:40 - 0:50ダウンタウン汁 （1993年10月8日 - 1994年9月30日） ※0:50 - 1:50 |